# Yitha'amar II.
Yitha'amar II. (sabäisch yṯʿʾmr Yiṯaʿʾamar) war ein Herrscher (Mukarrib) des altsüdarabischen Reiches Saba. Hermann von Wissmann setzte seine Regierungszeit um 457 v. Chr. an.
Yitha'amar II. war Mitregent des vermutlich älteren Yada'il II. sowie etwas später auch des jüngeren Karib'il V. und wird immer mit seinen Mitregenten erwähnt. Über die Verwandtschaftsverhältnisse dieser drei Herrscher ist nichts bekannt, da sie nur in privaten Inschriften, in denen gewöhnlich die Namen der Väter nicht genannt wurden, auftauchen.